# Körösparti Vasutas Koncert Fúvószenekar
A békéscsabai Körösparti Vasutas Koncert Fúvószenekar (röviden Vasutas Zenekar) meghatározó tényezője Békéscsaba és Békés vármegye kulturális, komolyzenei életének. Fenntartója és működtetője a VOKE Vasutas Művelődési Háza és Könyvtára. Tagjai amatőr zenészek, zenetanárok, diákok. Létszáma 50-70 fő között mozog. Rendszeres résztvevője Békéscsabán a Tavaszi Fesztiválnak, a ZENIT fesztiválnak, a városi ünnepségeknek, a körzeti Vasutasnapnak és a sarkadi Családi majális kereteiben zajló fáklyás felvonulásnak. Ezeken felül sok meghívást kap Békés vármegye és környéke számos településén, ideértve akár Arad városát is.

## Rövid története
1948. július 25-én jött létre a MÁV Zene- és Dalegylet újjászervezésével, ekkor tagjai csak vasutasok lehettek. 1969-ben a helyőrségi és postás zenekarok megszüntetésekor fennmaradása veszélybe került. 1970-ben a Városi Tanács kezdeményezésére átszervezték, és engedélyezték a tagságot nem vasutas dolgozóknak, így feltöltve a zenekart.
1952-től próbáit a Vasutas klubban, másik nevén a Kolibriban tartotta, majd 1976-tól az akkor megalakult Vasutas Művelődési Ház vált az együttes központjává.
2004-ben a Vasutas Fúvószenekar és a Körösparti Junior Fúvószenekar egyesülésével Körösparti Vasutas Fúvószenekarként működött tovább.
2007-ben minősítő hangverseny keretében „C” nehézségi fokon (koncertfúvós kategóriában) kiemelt arany minősítést szerzett, így öt évre elnyerte a jogot a „koncert fúvószenekar” megnevezéshez. Mivel a zsűri 2012-ben és 2017-ben hasonló eredménnyel értékelte előadásukat, a zenekar neve Körösparti Vasutas Koncert Fúvószenekar lett.

## Karmesterek
1970-ig Lendvai Ferenc, Bacsó Lajos és Tóth Pál vezényelte a zenekart.
1970-től 1993-ig Ötvös Nándor került a fúvósok élére. Ebben az időben újfajta szemléletet vitt a zenekar játékába, lazább műsorpolitikát meghonosítva. Az addigi főleg hagyományos indulózenén nevelkedett közönség sokféle nemzeti táncot, polkát, keringőt, de magyar népdal-feldolgozást, továbbá opera- és operett egyvelegeket is halhatott. Az 1988-ban megalakult mazsorettcsoporttal számos Békés megyei és országos meghívásnak tettek eleget.
1993-tól a fúvósok muzsikáját Kepenyes Pál tette lendületessé, új, a megszokottól eltérő repertoárt hozva a zenekar műsorába.
1997-től Bíró Tamás, zeneiskolai tanár vezényelte a zenészeket.
2000 és 2004 között Géczi Gusztáv egykori katonazenész vezetése alatt az együttes országosan elismert előadója lett a történelmi magyar indulóknak.
2004-től Szűcs Csaba harsonaművész, a Békéscsabai Bartók Béla Szakgimnázium és Alapfokú Művészeti Iskola tanára került a zenekar élére, akinek tanári munkásságát Békés megyei Príma-díjjal ismerték el.
2015 szeptemberétől Döge Csaba vette át a karmesteri pálcát egykori tanárától. A korábban a Csökmői Ifjúsági Fúvószenekart vezénylő, és jelenleg a gyulai Erkel Ferenc Alapfokú Művészeti Iskolában tanító harsonatanár ekkor Szegeden folytatta karmesteri tanulmányait, majd 2017. május 13-án került sor diplomahangversenyére, mely egyben a zenekar minősítő hangversenye is volt.

## Díjak és elismerések
- 1981.
  - V. Országos Fúvószenekari Minősítő hangverseny: Arany Lant fokozat
- 2002.
  - Békéscsaba kultúrájáért elismerés
- 2003.
  - Békéscsabai Nemzetközi Fúvószenekari Találkozó (ZENIT keretében): II. helyezett, valamint Különdíj
- 2004.
  - Békéscsabai ZENIT: Legkiforrottabb Produkció díj, valamint Csabai Szlovákok Különdíja
- 2005.
  - Nemzetközi Karol Padivy Emlékverseny (Trencsény)
  - Ezüst diploma
  - Békéscsabai ZENIT: Különdíj
- 2006.
  - ZENIT: Kortárs magyar zenei repertoár díj, a karmester (Szűcs Csaba) Kiváló karmester díj
- 2007.
  - ZENIT: Kiemelt Nívódíj
  - Karol Padivy Emlékverseny: „Arany fokozat – dicsérettel” minősítés; a legjobb szólistának járó Különdíj; valamint Karmesteri Különdíj
- 2008.
  - Kiemelt Nívódíj; Kortárs magyar zenei repertoár kategóriában különdíj
- 2009.
  - Békéscsabai ZENIT: „Kortárs magyar zenei repertoár” kategóriában különdíj, valamint „A legjobb műsorválasztás” különdíj
- 2010.
  - Pécsi Magyar Fúvószenei Nagydíj (11 nemzet részvételével): koncertinduló kategóriában Ezüst diploma, eredeti fúvószene kategóriában Ezüst diploma;
  - Békéscsabai ZENIT: Kortárs magyar zenei repertoár díj, Felnőtt zenekar nívódíj, A legjobb zenekari hangzás díj, A legjobb műsorválasztás különdíja, Békéscsaba Város különdíja, valamint a karmester a Kiváló karmester díjat kapott.
  - Békéscsaba Megyei Jogú Város Közgyűlésének Elismerése
- 2012.
  - „BEGA Fest” Nemzetközi Fúvószenekari Verseny (Nagybecskerek, Szerbia): abszolút első díj
- 2016.
  - Diffwinds nemzetközi fúvószenekari fesztivál (Luxemburg): kiemelt első díj
  - ZENIT: Felnőtt zenekari nívódíj, Legjobb kortárs magyar zenei repertoárért járó díj
- 2019
  - 21. Nemzetközi Fúvószenekari Verseny (Prága): Arany minősítés